# 湾岸ワンダーダーリン/ラズベリーラブ
「湾岸ワンダーダーリン/ラズベリーラブ」（わんがんワンダーダーリン/ラズベリーラブ）は、Dancing Dollsの2枚目両A面シングル。2013年1月30日にソニー・ミュージックレコーズから発売された。

## 概要
CD+DVDの初回生産限定盤とCDのみの通常盤の2形態で発売。

## 収録曲
1. 湾岸ワンダーダーリン [4:55]
作詞：Dancing Dolls・Ucca-Laugh、作曲・編曲：Mitsuki Shiokawa
  - 踊る大捜査線のテーマ曲「RHYTHM AND POLICE」をサンプリングしている[8][9]。
2. ラズベリーラブ (Single Mix) [4:40]
作詞：Dancing Dolls、作曲・編曲：Mitsuki Shiokawa
3. 共犯のメロディー [3:07]
作詞：Dancing Dolls・ emilou、作曲：yuuyu、編曲：Ryosuke Shigenaga
4. HELLO [3:42]
作詞・作曲：YUI、作曲・編曲：Mitsuki Shiokawa
  - YUIのカバー。

初回生産限定盤付属DVD
1. 湾岸ワンダーダーリン Music Video
2. HELLO 踊ってみた（Full dance ver.）